# Kleedorf (Bad Brambach)
Kleedorf ist eine Häuslergruppe, die heute zu Bad Brambach im sächsischen Vogtlandkreis gehört.

## Lage
Kleedorf liegt im direkten Grenzgebiet des sächsischen zum böhmischen Vogtland etwa 50 m von der heutigen sächsisch-tschechischen Grenze entfernt auf etwa 664 m in einem Waldgebiet nordwestlich von Bad Brambach, westlich von Oberbrambach im südlisten Teil Sachsens.

## Geschichte
Kleedorf ist eingedenk der kleinen Ortsgröße von heute etwa 6 Häusern schon ein alter Begriff. Spätestens 1378 wurde Clebedorf dy wustunge [= Kleedorf die Wüstung] erstmals urkundlich erwähnt. Auch 1533 war Clebedorf ein wuestes gut. Spätere Nennungen sind ein Wiesenflecklein im Clehedorff gelegen (1639), die Hut in Kleedorf (1680), Klezdorff (1696) und Kleedorf (1830).
Kleedorf war 1696 dem Rittergut Elster untertan. Kleedorf gehörte 1378 zum castrum Voigtsberg, später zum Amt Voigtsberg, dem Gerichtsamt Adorf, der Amtshauptmannschaft und zum (Land-)Kreis Oelsnitz, bis dieser 1996 im Vogtlandkreis aufging. Das wiederbesiedelte Kleedorf gehörte zunächst als Ortsteil zu Raun, wurde 1938 nach Oberbrambach umgegliedert und gehört seit 1972 zu Bad Brambach. 1840 und 1930 war Kleedorf nach (Bad) Elster gepfarrt.
| Jahr          | 1834                  | 1871 | 1890 |
| ------------- | --------------------- | ---- | ---- |
| Einwohnerzahl | 23 (davon 1 Katholik) | 58   | 48   |

## Belege
1. ↑  Kleedorf – HOV | ISGV. Abgerufen am 26. August 2023.